# Аху Тонгарики
Аху Тонгарики — археологический объект на острове Рапа Нуи (остров Пасхи) в Восточной Полинезии в Тихом океане.

## История
Аху Тонгарики был главным центром и столицей Хоту Ити, восточной конфедерации Рапануи. Моаи Аху Тонгарики были свергнуты во время гражданской войны на острове. В 1960 году цунами, вызванное землетрясением у берегов Чили, ворвалось на сушу в районе Аху Тонгарики. Аху Тонгарики был в значительной степени восстановлен в 90-х годах XX века. Восстановлением аху занималась многопрофильная команда во главе с археологами Клаудио Кристино и Патрисией Варгас. Работы по восстановлению вошедшие в пятилетний проект, осуществлялись по официальному соглашению правительства Чили с Tadano Limited и Университетом Чили.

## Описание
Аху Тонгарики является самым большим аху на острове Пасхи. Этот аху находится на южном побережье острова Пасхи, недалеко от двух потухших вулканов, Рано Рараку и Поика. Почти половина моаи Аху Тонгарики все еще похоронены на склонах Рано Рараку. Винапу является частью национального парка Рапануи, который ЮНЕСКО объявила объектом Всемирного наследия

## Галерея

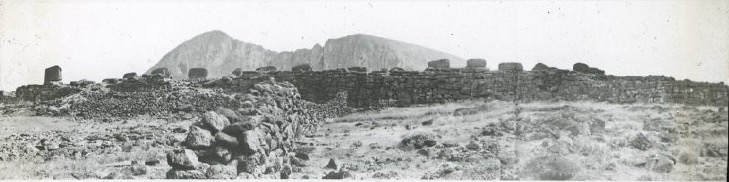
Аху Тонгарики в 1914 году.
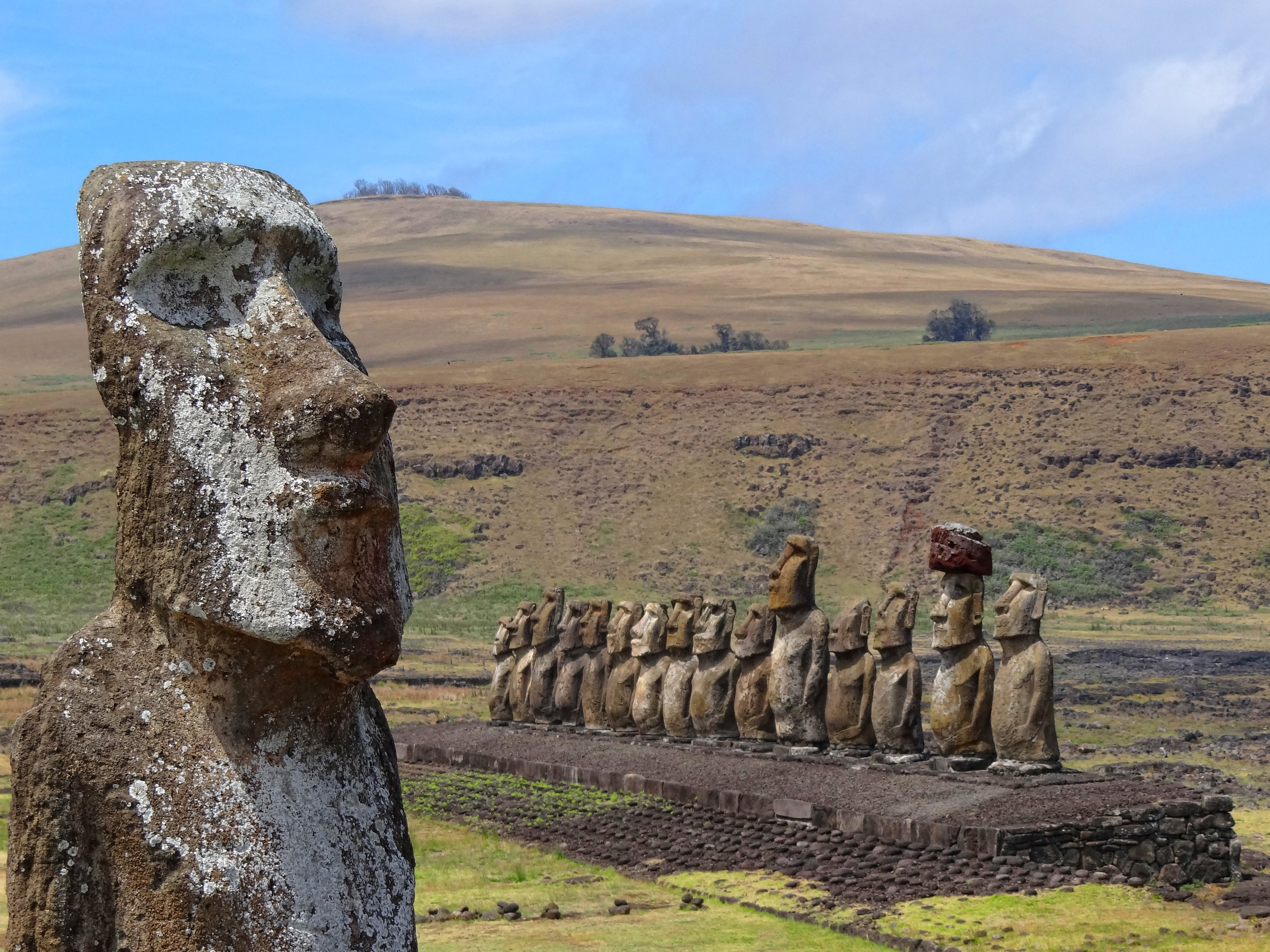
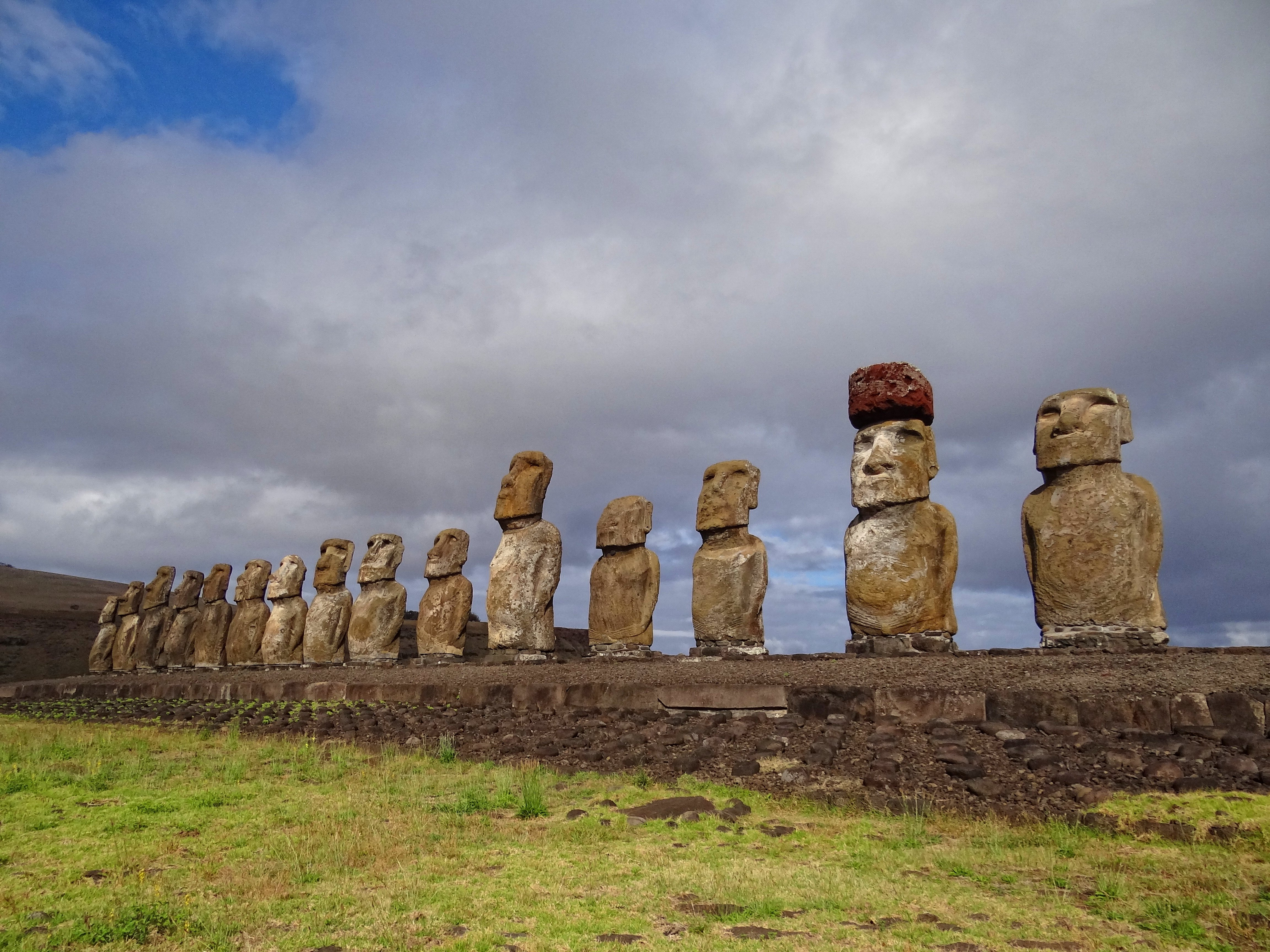
Аху Тонгарики в 2013 году.